# زقين منحني
زقين منحني (الاسم العلمي:Diascia nutans) هو نوع من النباتات يتبع جنس الزقين من الفصيلة الغدبية.